# Frente de Acción Popular
De Frente de Acción Popular (Nederlands: Front van de Volksactie) was een verkiezingsalliantie in Chili van linkse politieke partijen die bestond van 1956 tot 1969.

## Geschiedenis
De FRAP ontstond op 28 februari 1956 als opvolger van de Frente Nacional del Pueblo (Nationaal Volksfront, FRENAP), het samenwerkingsverband van de Partido Socialista de Chile (Socialistische Partij van Chili) en de Partido Comunista de Chile (Communistische Partij van Chili). De volgende partijen maakten deel uit van de FRAP:
| Partij                             | Partij | Aantekening                                                                           |
| ---------------------------------- | ------ | ------------------------------------------------------------------------------------- |
| Partido Comunista de Chile (PCCh)  |        |                                                                                       |
| Partido Socialista de Chile (PSCh) |        |                                                                                       |
| Partido Socialista Popular         |        | Fuseerde in 1957 met de PSCh                                                          |
| Partido Radical Doctrinario        |        | Tot aan de opheffing van de partij in 1964                                            |
| Partido Democrático                |        | Fuseerde in 1960 tot de Partido Democrático Nacional                                  |
| Partido Democrático Nacional       |        | Ontstond na de fusie van de PD met enkele kleinere partijen; trad in 1965 uit de FRAP |
| Vanguardia Nacional del Pueblo     |        | Tot aan de opheffing van de partij in 1965                                            |
| Partido Social Demócrata           |        | Tot 1969                                                                              |
| Partido del Trabajo                |        |                                                                                       |

Het FRAP presenteerde zich met een "anti-imperialistisch, anti-oligarchisch en anti-feodaal programma". De FRAP was niet zo succesvol: de verkiezingsresultaten vielen tegen en de samenwerking tussen socialisten en communisten liet te wensen over. In 1958 en in 1964 was Salvador Allende presidentskandidaat voor de FRAP. Hij behaalde respectievelijk 28,8 en 38,9 procent van de stemmen, telkens goed voor een tweede plaats. Op 9 oktober 1969 werd de FRAP opgericht. Haar opvolger, de Unidad Popular (Volksfront) was veel breder van opzet. Naast socialistische konden ook burgerlijke partijen toetreden tot het Volksfront. Op 4 september 1970 werd Salvador Allende gekozen tot president van Chili.
De grote tegenstrever van de FRAP was het Frente Democrático de Chile (Democratisch Front van Chili), een bundeling van centrumrechtse en rechtse partijen.

## Presidentskandidaten

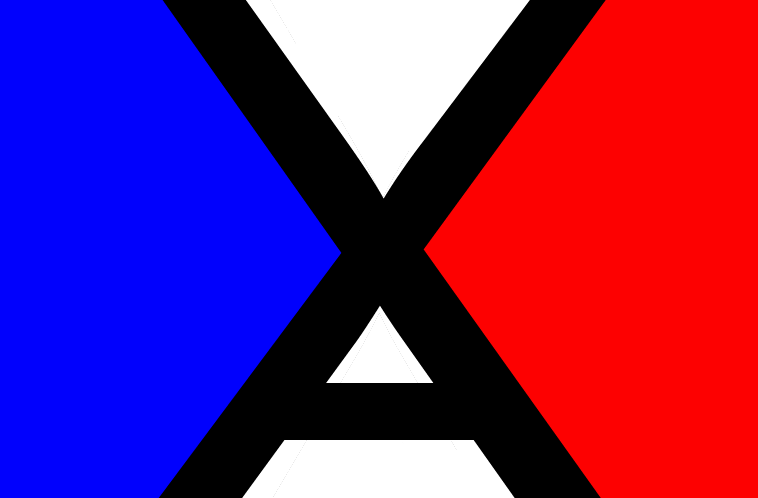
Partijvla sinds 1964

| Persoon | Persoon                  | jaar | stemmen | %     |
| ------- | ------------------------ | ---- | ------- | ----- |
|         | Salvador Allende Gossens | 1958 | 356,493 | 28,8% |
|         | Salvador Allende Gossens | 1964 | 977,902 | 38,9% |